# 加拉廷縣 (伊利諾伊州)
加拉廷縣（英語：Gallatin County）是美國伊利諾伊州東南部的一個縣，東北鄰印地安納州，東鄰肯塔基州。面積851平方公里。根據美國2000年人口普查，共有人口6,445人。縣治肖尼敦（Shawneetown）。
建於1812年9月14日。縣名紀念代表賓夕法尼亞州的聯邦眾議員、財政部長、駐英國、法國大使的阿伯特·加拉廷（Albert Gallatin）。境內有俄亥俄河、薩林河和沃巴什河。